# Bydgoski Klaster Przemysłowy
Bydgoski Klaster Przemysłowy – klaster, skupiający firmy z branży narzędziowej i przetwórstwa tworzyw sztucznych, działający od 2006 roku. Główna siedziba mieści się przy ulicy Bydgoskich Przemysłowców 6. W październiku 2016 otrzymał status Krajowego Klastra Kluczowego (jeden z 15 w kraju, jedyny w województwie kujawsko-pomorskim).

## Działalność
Bydgoski Klaster Przemysłowy jest instytucją zrzeszającą firmy działające w przemyśle narzędziowym i przetwórstwa tworzyw sztucznych oraz szereg instytucji wspierających (uczelnie, urzędy, instytucje finansowe itp.). Celem działalności Klastra jest integracja środowiska narzędziowców i przetwórców polimerów oraz reprezentacja ich interesów na zewnątrz, promocja branży w kraju i za granicą, wspieranie i promocja szeroko rozumianego szkolnictwa technicznego, działalność badawczo-rozwojowa oraz współpraca międzynarodowa.
Członkowie klastra oferują formy wtryskowe i inne narzędzia do przetwórstwa tworzyw polimerowych, jak również zajmują się produkcją wyrobów z tworzyw sztucznych mających zastosowanie w wielu sektorach gospodarki – m.in. branży samochodowej, medycznej, kosmetycznej, AGD, opakowaniowej i innych. Firmy należące do Klastra są również producentami barwników i modyfikatorów oraz dostawcami granulatów, maszyn, urządzeń, oprogramowania, a także świadczą usługi konfekcjonowania, magazynowania. Klaster zrzesza również przedsiębiorstwa zajmujące się recyklingiem tworzyw.
Ważną rolę w działalności klastra odgrywa funkcjonujące przy Uniwersytecie Technologiczno-Przyrodniczym Regionalne Centrum Innowacyjności Centrum Transferu Technologii, mające za zadanie stworzenie nowoczesnego systemu dystrybucji informacji o charakterze innowacyjnym dla potrzeb całego regionu kujawsko-pomorskiego, a także nawiązywanie i zacieśnianie powiązań między środowiskiem akademickim, a sektorem małych i średnich przedsiębiorstw. Zaplecze badawczo-rozwojowe zabezpiecza też specjalistyczne laboratorium Zakładu Inżynierii Materiałowej i Przetwórstwa Tworzyw, które znajduje się w strukturze Wydziału Inżynierii Mechanicznej Uniwersytetu Technologiczno-Przyrodniczego, a także laboratoria Uniwersytetu Kazimierza Wielkiego, Sieci Badawczej Łukasiewicz – Instytutu Inżynierii Materiałów Polimerowych i Barwników, Politechniki Świętokrzyskiej oraz Politechniki Poznańskiej.
Jednym z priorytetowych działań klastra jest odpowiednie rozwinięcie obszaru kształcenia na każdym etapie edukacji. Szczególne znaczenie ma szkolnictwo branżowe jako powiązane z potrzebami przedsiębiorstw oraz programami dydaktycznymi szkół wyższych. W zakresie szkolnictwa wyższego bardzo istotne jest zwiększenie liczby absolwentów kierunków ścisłych i technicznych oraz powiązanie systemu kształcenia z gospodarką poprzez zapewnienie odpowiedniej wiedzy, nawiązywanie i utrzymywanie współpracy pracowników szkół z firmami regionalnymi, włączenie do programu studiów staży i praktyk w przedsiębiorstwach.
Dzięki współpracy pomiędzy Uniwersytetem Technologiczno-Przyrodniczym, przedsiębiorstwami zrzeszonymi w klastrze i Bydgoskim Klastrem Przemysłowym utworzono kierunek studiów: „Przetwórstwo Tworzyw Sztucznych” w systemie studiów dziennych dualnych.

## Współpraca międzynarodowa
Klaster działa w dwóch sieciach międzynarodowych: MERGEurope oraz Lightweight Cluster Alliance (ELCA). Klaster współpracuje z branżowymi klastrami ze Słowenii (GIZ GROZD Plasttehnika), Czech (Plastikarsky klastr), Niemiec (Cluster of Excellence MERGE), Słowacji (Slovensky Plastikarsky Klaster), Włoch (Assocomaplast) oraz Portugalii (Portugese Engineering and Tooling Cluster). Ponadto cały czas podejmowane są również działania mające na celu nawiązanie współpracy z klastrami z Węgier, Chorwacji, Danii, Rumunii i Belgii. W skład działań mających na celu systematyczne rozwijanie współpracy z partnerami zagranicznymi wchodzą między innymi wspólne projekty (szkoleniowe, B+R, z zakresu internacjonalizacji, zagadnienia związane z automatyzacją i digitalizacją oraz Green Deal), wyjazdy na międzynarodowe imprezy targowo-wystawiennicze, misje gospodarcze i wizyty studyjne oraz przyjmowanie zagranicznych delegacji.

## Nagrody
Bydgoski Klaster Przemysłowy w 2019 roku otrzymał Srebrną Odznakę Doskonałości w Zarządzaniu (Silver Label of Excellence), wydawany przez Sekretariat ds. Analiz Klastrów (ESCA). W Polsce to jedyny klaster, który ma aktualnie ten certyfikat.